# プレトリア市役所

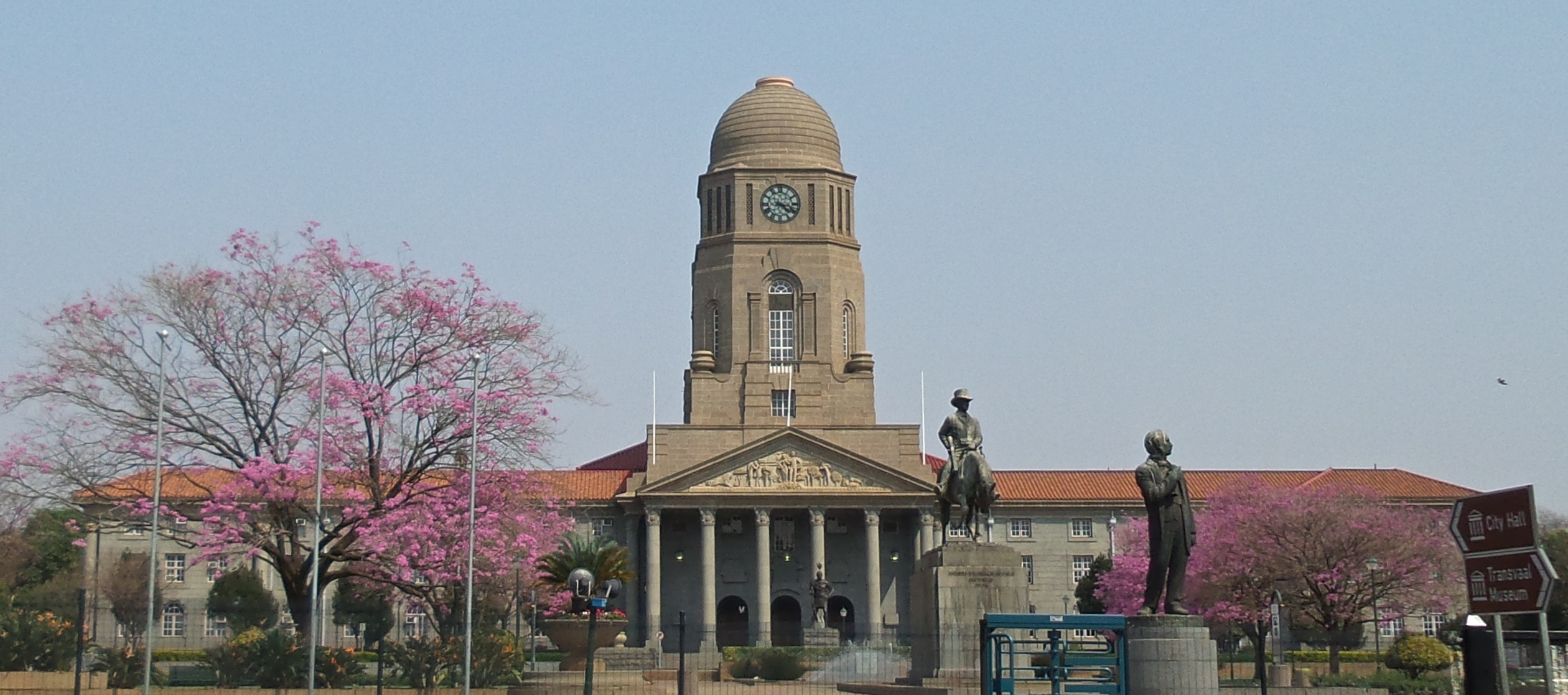
プレトリア市役所（2010年）

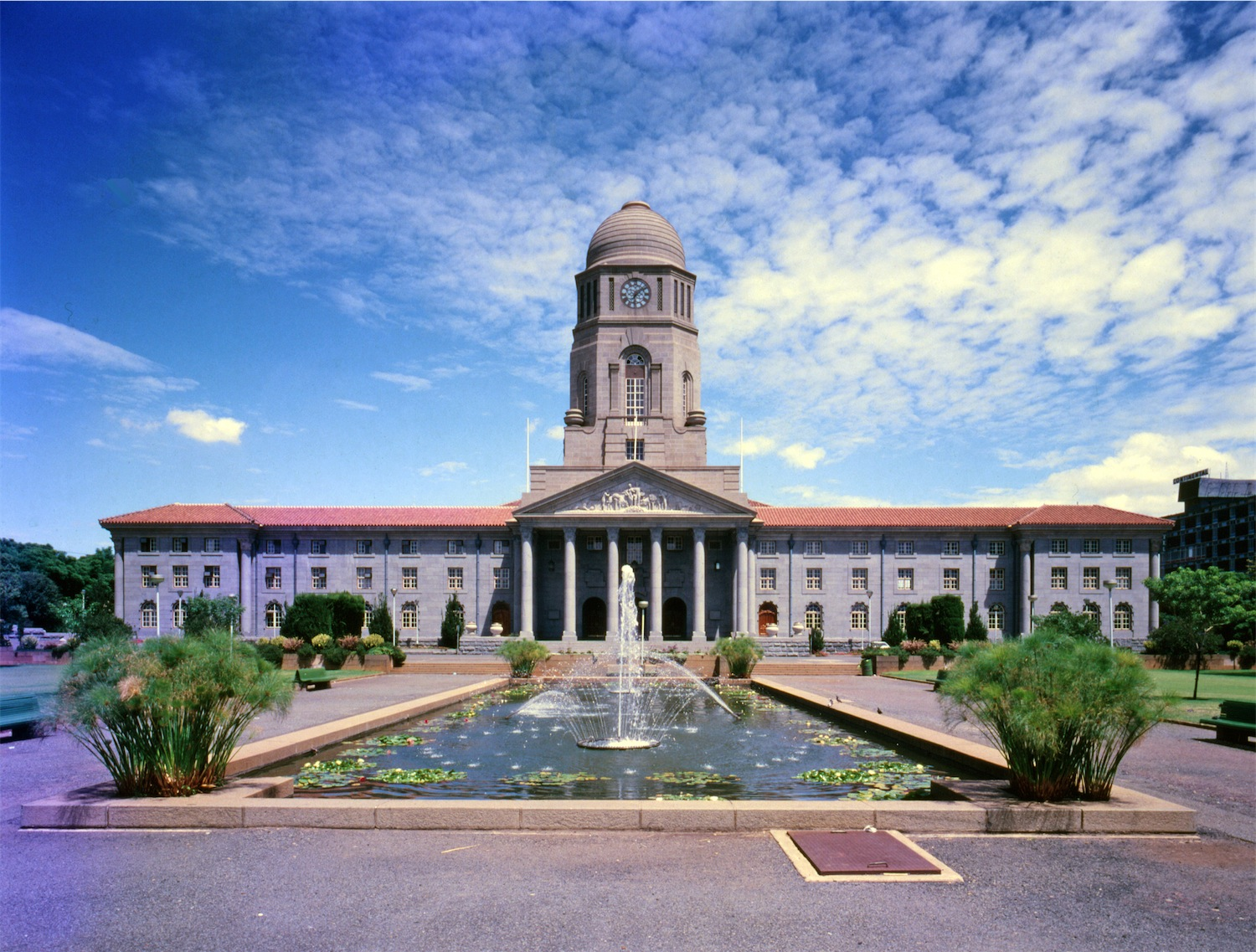
プレトリア市役所をプレトリウス広場から見る（1988年）。

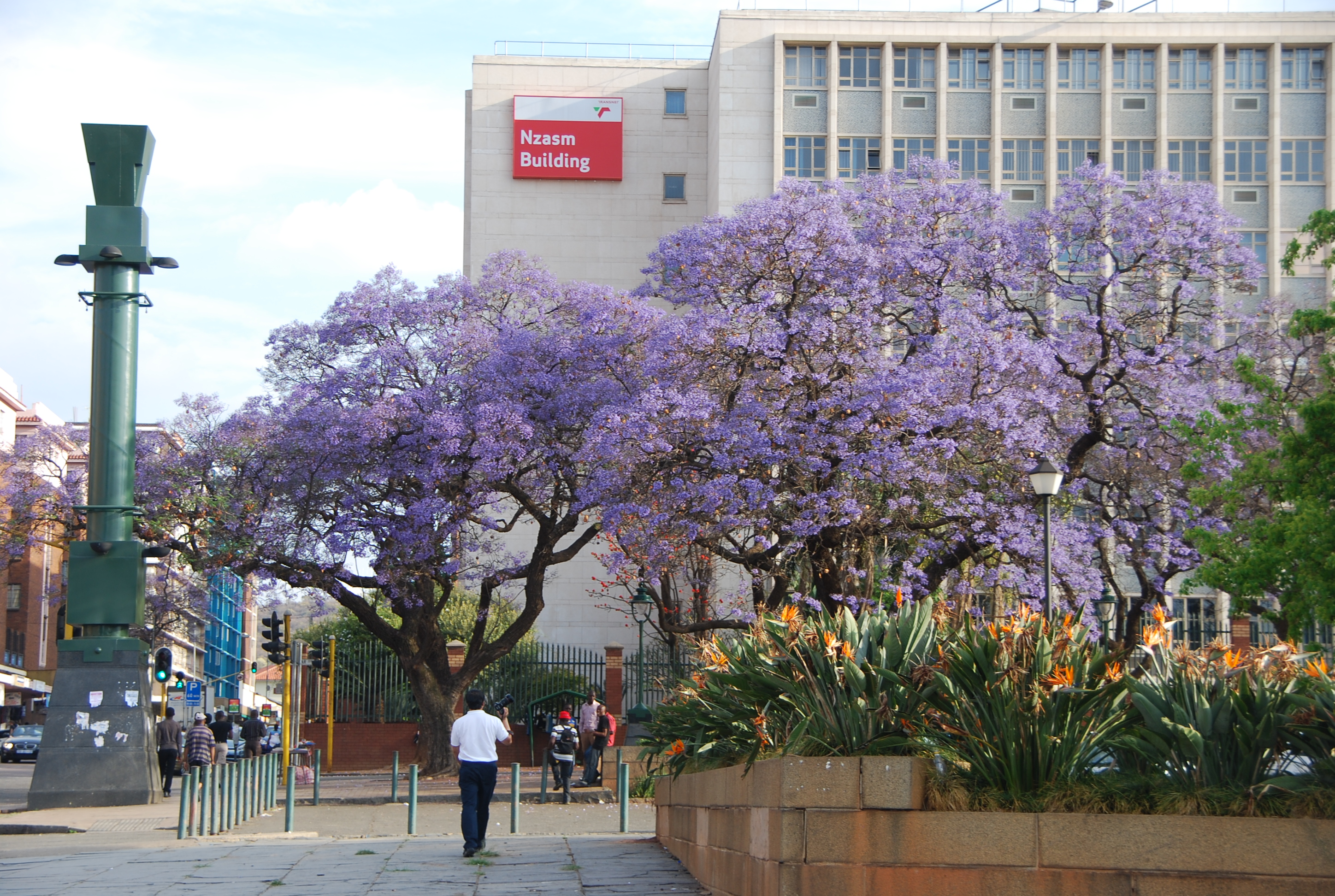
プレトリア市役所前のプレトリウス広場の四方にはジャカランダの木が植えられていて、春先には美しく花が咲く。

プレトリア市役所（プレトリアしやくしょ）は南アフリカ共和国のプレトリア中心部にある大きな建物で、1931年に建設が始まり、1935年にプレトリアが市になったのを祝い1935年に開設された。ポール・クルーガー街に面して教会広場のすぐ南にあり、この通りの向かいにはトランスバール博物館がある。

## 歴史
1926年に「未来のプレトリア市庁舎を設計する」コンテストが開催され、入賞した設計はF. G.マッキントッシュ（F.G. McIntosh）によるものであった。当時の南アフリカ共和国の経済的困難のため、市庁舎の建設は1931年に始まり、やっと1935年に完了した。
ホールは半古典的イタリア風で完成し、メルローズ・ハウスの元の所有者であるジョージ・ヘイズ（George Heys）が、今日ホールにある32個の塔の鐘を寄贈した。

## プレトリウス広場
建物の前（西側）にあるプレトリアス広場は、噴水や整備された庭園を含んでいる。公園には3人の重要人物の像が建てられている。
- マルティナス・ウェッセル・プレトリウス（Marthinus Wessel Pretorius）

プレトリアの創設者で、1855年に彼は父親に敬意を表してプレトリアと命名した。
- アンドリース・プレトリウス（Andries Pretorius）

フォールトトレッカーの指導者で、プレトリアは彼の名によって名付けられている。
- ツワネ酋長（Chief Tshwane）

プレトリアはツワネ大都市圏の下にあり、ツワネはこの土地の酋長の名にちなんで名付けられた。

## 現代的な使用
かつては、コンサートや結婚式などのイベントの会場として利用されていた。メインホールには大きなステージがあり、クラシック音楽のコンサートや他の多くの社交イベントにも使用された。しかし、2016年以降は、一般の利用は禁止されてきた。現在の市議会は、二度と公開するつもりはないようだ。 

## 参照項目
- トランスバール博物館（Transvaal Museum）